# Matt Doherty (labdarúgó, 1992)
Matthew James Doherty (Swords, 1992. január 16. –) ír válogatott labdarúgó, hátvéd, a Wolverhampton Wanderers játékosa.

## Pályafutása

### Klubcsapatokban

#### Wolverhampton
Dohertyt 2010 júliusában szerződtette az angol Premier league-ben szereplő Wolverhampton Wanderers, miután az ír hátvéd teljesítményével felhívta magára a klub figyelmét a Bohemian színeiben a két csapat felkészülési mérkőzésén. Az angol klub 75 ezer fontot fizetett érte, Doherty pedig két plusz egy évre szóló szerződést írt alá.
2011. január 8-án mutatkozott be tétmérkőzésen a Wolverhamptonban egy Doncaster Rovers elleni FA-kupa-találkozón. A Premier League-ben 2011. szeptember 24-én mutatkozott be a Liverpool elleni bajnokin.
2012 januárjában a szezon hátralevő részére kölcsönadták a skót élvonalbeli Hiberniannak. Február 4-én, a Kilmarnock elleni Ligakupa-mérkőzésen mutatkozott be a csapatban és összesen tizenhét tétmérkőzésen játszott az ott töltött fél szezon alatt. Pályára lépett a 2012-es Skót Kupa döntőben is, ahol a Hibernian 5–1-es vereséget szenvedett a városi rivális Heart of Midlothian csapatától.  Teljesítményükért Doherty a mérkőzést követően egy nyilatkozatában elnézést kért a klub szurkolóitól.
2012 októberében ismét kölcsönadták, ezúttal az angol harmadosztályban szereplő Burynek. Két nappal később mutatkozott be a csapatban tétmérkőzésen és összesen huszonkét találkozón kapott játéklehetőséget a szezon végéig. Legtöbbször jobbhátvéd poszton játszott, teljesítményét pedig Kevin Blackwell vezetőedző többször is dicsérettel illette.
Miután Dean Saunders lett a Wolverhampton menedzsere, Doherty is egyre több lehetőséget kapott a csapatban, és ez nem változott az időközben kinevezettúj edző, Kenny Jackett érkezésével sem. A 2012-2013-as idényben 13 bajnokin játsott az időközben a másodosztályba kiesett Wolvesban, amely a következő szezont már csak a harmadosztályban, a League One-ban kezdhette meg. 2013 szeptemberében új szerződést kötött a csapattal. A 2013–2014-es szezonban 18 bajnokin egyszer volt eredményes a bajnoki címet szerző és így a másodosztályba visszajutó csapatban.
A 2015–2016-os idényben a Fulhamnek lőtt gólját a szezon legszebb találatának választották a klub szurkolói.
2017 szeptemberében új, 2021 nyaráig szóló szerződést írt alá. A 2017–2018-as szezon végén a Wolverhampton megnyerte a másodosztály küzdelmeit és visszajutott a Premier League-be. Doherty 45 bajnokin játszott az idény során és egy gólt szerzett.		
Első gólját az angol élvonalban 2018. október 6-án szerezte a Crystal Palace ellen 1-0-ra megnyert bajnokin. Abban a hónapban a Hivatásos Labdarúgók Szervezete (Professional Footballers' Association) a Premier League legjobbjának is megválasztotta. Ő lett a negyedik ír játékos a bajnokság 1992-es megalakítása óta, aki ezt elmondhatta magáról. 2018. november 30-án játszotta a 200. tétmérkőzését a csapatban, ám hiába szerzett gólt, a Wolverhampton 2–1-re kikapott a Cardifftól.
2019. február 15-én újból meghosszabbította szerződését, amely így már 2023 nyaráig szólt. 2019. április 14-én újabb fontos gólt szerzett, csapata pedig hazai pályán 3–1-re legyőzte az Arsenalt, 1979 óta először.
A 2019-2020-as idényben a Wolverhampton a nemzetközi kupaporondon is szerepelhetett. Doherty első ilyen kupatalálkozóján 2019. augusztus 8-án lépett pályára az Európa-liga selejtezőjében, ahol gólt lőtt az örmény Pjunik ellen idegenben 4–0-ra megnyert találkozón.
Paul Doyle, a The Guardian újságírója 2019 decemberében a Wolverhampton elmúlt évtizedének legjobb játékosának nevezte Dohertyt, aki 2020. július 26-án, a Chelsea ellen játszotta 300. tétmérkőzését a csapat színeiben.

#### Tottenham
2020. augusztus 30-án négy évre szóló szerződést írt alá a Tottenham Hotspurhöz.

### A válogatottban
Utánpótláskorú labdarúgóként szerepelt az U19-es és az u21-es válogatottakban is.
2016. március 11-én kapott először meghívót az ír felnőtt válogatottba, azonban csak 2018. március 23-án mutatkozott be a nemzeti csapatban a törököktől elszenvedett 1–0-s vereség alkalmával. A mérkőzésen csereként állt be Séamus Coleman helyére. A kezdőcsapatban először 2018. október 13-án kapott helyet a Nemzetek Ligájában, Dánia ellen.

## Statisztika

### Klubcsapatokban
2020. augusztus 11-én frissítve.
| Klub                    | Szezon   | Bajnokság           | Bajnokság     | Bajnokság | Országos kupa | Országos kupa | Ligakupa      | Ligakupa | Egyéb         | Egyéb | Összesen      | Összesen |
| Klub                    | Szezon   | Bajnokság           | Pályára lépés | Gól       | Pályára lépés | Gól           | Pályára lépés | Gól      | Pályára lépés | Gól   | Pályára lépés | Gól      |
| ----------------------- | -------- | ------------------- | ------------- | --------- | ------------- | ------------- | ------------- | -------- | ------------- | ----- | ------------- | -------- |
| Wolverhampton Wanderers | 2010–11  | Premier League      | 0             | 0         | 1             | 0             | 0             | 0        | —             | —     | 1             | 0        |
| Wolverhampton Wanderers | 2011–12  | Premier League      | 1             | 0         | 1             | 0             | 3             | 0        | —             | —     | 5             | 0        |
| Wolverhampton Wanderers | 2012–13  | Championship        | 13            | 1         | 0             | 0             | 0             | 0        | —             | —     | 13            | 1        |
| Wolverhampton Wanderers | 2013–14  | League One          | 18            | 1         | 0             | 0             | 1             | 0        | 1             | 0     | 20            | 1        |
| Wolverhampton Wanderers | 2014–15  | Championship        | 33            | 0         | 2             | 0             | 1             | 0        | —             | —     | 36            | 0        |
| Wolverhampton Wanderers | 2015–16  | Championship        | 34            | 2         | 1             | 0             | 3             | 0        | —             | —     | 38            | 2        |
| Wolverhampton Wanderers | 2016–17  | Championship        | 42            | 4         | 3             | 1             | 2             | 0        | —             | —     | 47            | 5        |
| Wolverhampton Wanderers | 2017–18  | Championship        | 45            | 4         | 2             | 0             | 0             | 0        | —             | —     | 47            | 4        |
| Wolverhampton Wanderers | 2018–19  | Premier League      | 38            | 4         | 6             | 4             | 1             | 0        | —             | —     | 45            | 8        |
| Wolverhampton Wanderers | 2019–20  | Premier League      | 36            | 4         | 2             | 0             | 1             | 0        | 11            | 3     | 50            | 7        |
| Wolverhampton Wanderers | Összesen | Összesen            | 260           | 20        | 18            | 5             | 12            | 0        | 12            | 3     | 302           | 28       |
| Hibernian               | 2011–12  | Skót Premier League | 13            | 2         | 4             | 0             | —             | —        | —             | —     | 17            | 2        |
| Bury                    | 2012–13  | League One          | 17            | 1         | 3             | 1             | —             | —        | 2             | 1     | 22            | 3        |
| Tottenham Hotspur       | 2020–21  | Premier League      | 0             | 0         | 0             | 0             | 0             | 0        | 0             | 0     | 0             | 0        |
| Összesen                | Összesen | Összesen            | 290           | 23        | 25            | 6             | 12            | 0        | 14            | 4     | 341           | 33       |

### A válogatottban
2019. november 18-án frissítve.
| Válogatott | Év       | Pályára lépés | Gól |
| ---------- | -------- | ------------- | --- |
| Írország   | 2018     | 5             | 0   |
| Írország   | 2019     | 4             | 1   |
| Összesen   | Összesen | 9             | 1   |

## Sikerei, díjai
Hibernian
- Skót Kupa-döntős: 2011–12[34]

Wolverhampton Wanderers
- League One, bajnok: 2013–14[35]
- Championship, bajnok: 2017–18[36]

Egyéni elismerései
- Wolverhampton Wanderers, az év játékosa: 2015–16[37]
- A Professional Footballers' Association szurkolói szavazásán a hónap játékosa a Premier League-ben: 2018 szeptember[38]